# 1887 en littérature
| Années de la littérature : 1884 - 1885 - 1886 - 1887 - 1888 - 1889 - 1890    |
| Décennies de la littérature : 1850 - 1860 - 1870 - 1880 - 1890 - 1900 - 1910 |

Cet article présente les faits marquants de l'année 1887 en littérature.

## Événements
- 13 avril : Conférence du poète symboliste belge Georges Rodenbach (1855-1898), sur « Le Pessimisme dans la Littérature » dans le cadre des Matinées Littéraires, Artistiques et Scientifiques.

## Essais
- Jean-Marie Guyau, L'Irréligion de l’avenir, étude sociologique
- Jules Vars, L’art nautique dans l’antiquité, d’après Arthur Breusing, in-18,

Paris, 1887

## Poésie
- Les Poésies et Album de vers et de prose, recueils de vers de Stéphane Mallarmé.
- Abrojos de Rubén Darío.

## Romans
- 6 janvier : Première apparition, dans le roman Étude en rouge d'Arthur Conan Doyle, du personnage du détective privé Sherlock Holmes.
- 29 mars : Noli me Tangere, de José Rizal, publié à Berlin en espagnol.
- Parution de Nuage flottant, premier roman japonais moderne, de Futabatei Shimei, traducteur de Tourgueniev, Tolstoï et Gorki.
- Guy de Maupassant, Le Horla
- Guy de Maupassant, Pierre et Jean
- Guy de Maupassant, La Nuit
- Émile Zola, La Terre
- Jules Verne, Nord contre Sud
- Parution dans Le Temps du roman de Jules Verne, Le Chemin de France du 31 août au 30 septembre
- Enrique Gaspar : El anacronópete, roman de science-fiction.

## Nouvelles
- 13 juin :Un drame, d'Anton Tchekhov.
- The Fifth Form at St. Dominic's, de Talbot Baines Reed.

## Principales naissances
- 16 février : José Moreno Villa, archiviste, bibliothécaire, poète, écrivain, journaliste, critique d'art, critique littéraire, historien de l'art, documentaliste, dessinateur et peintre espagnol († 25 avril 1955).
- 21 mars : Lajos Kassák, poète, romancier, et peintre hongrois († 22 juillet 1967).
- 31 mai : Saint-John Perse († 20 septembre 1975), poète français, Prix Nobel de littérature en 1960 († 20 septembre 1975).
- 28 juillet : Hranush Arshagyan, poétesse arménienne († 27 mars 1905).
- 28 juillet : Marcel Duchamp, artiste français († 2 octobre 1968)
- 1er septembre : Blaise Cendrars, écrivain suisse († 21 janvier 1961).

- Dates non renseignées ou inconnues :
  - Armen Ohanian, femme de lettres arménienne († 1976).
  - Kazemi Mortaza Mochfek, homme de lettres iranien († 1978).

## Principaux décès
- 7 mars : Paul Féval (père), romancier français.
- 15 août : Meïr Aron Goldschmidt, éditeur, journaliste et romancier danois (° 26 octobre 1819).